# Ferrari 456
Ferrari 456 и 456 M е Gran Turismo автомобил с предно разположен двигател и задно задвижване. 456 е произвеждан от 1992 г. – 2003 г. Моделът заменя Ferrari 412, което е заемало позицията на 4-местен V12 автомобил с предно разположен двигател и задно задвижване преди появата на 456. Обновената версия на 456 – Ferrari 456 M – бива заменена през 2004 г. от Ferrari 612 Scaglietti. Ferrari 456 е последният модел на Ferrari, който да има скрити фарове.

## 456
456 (с дизайн от Pininfarina) се е предлагал в GT вариация, а от 1996 г. и в GTA. Разликата между двете се появява в това, че GT използва 6-степенна ръчна предавателна кутия, а GTA има 4-степенна автоматична предавателна кутия, разработена в съвместност с FF Developments (по-късно част от Ricardo Engineering). Това е едва четвъртата автоматична трансмисия, предлагана от Ferrari. Двигателят е 5.5-литров (5474 куб. см) 65-градусов V12 двигател, който е разработен от V6 Dino двигателите на Ferrari вместо от по-конвенционалния 60-градусов V12 двигател във Ferrari 412 и Ferrari Daytona. Двигателят разполага с по четири клапана на цилиндър и електронно управление на двигателя Bosch Matronic 2.7 и с максимална мощност от 442 к.с. Теглото на автомобила е 1690 кг и моделът може да развие максимална скорост от 302 км/ч, правейки го най-бързият 4-местен автомобил в света (по онова време). Ускорението от 0-100 км/ч било 5.2 секунди, а разстоянието от четвърт миля се изминавало за 13.4 секунди. По време на разработката си 456 бил най-мощният шосеен автомобил на Ferrari (като се изключи F40).
Името 456 идвало от факта, че всеки цилиндър има работен обем от 456 куб. см. Това е последният модел на Ferrari, който да използва тази конвенция на имената. Двигателят е в основата си по-слаба версия на двигателя, използван във Ferrari 550 и Ferrari 575M Maranello. Въпреки представянето си (сравнимо с това на суперавтомобил), двигателят на 456 е двигател, който не е бил толкова натоварван, което довело до това, че той е един от най-издръжливите двигатели на Ferrari.
Шасито е с пронстранствена стоманена конструкция. Каросерията има алуминиеви панели с изключение на предния капак, който е бил композитен. Компонентите на каросерията са заварени за шаситео чрез използването на специален материал, наречен Feran, който позволява на алуминия и стоманата да се заварят.
Произведени са 3289 бройки от всички версии на модела. Разпределението на тези бройки е:
- 456 GT: 1548 бройки
- 456 GTA: 403 бройки
- 456 M GT: 688 бройки
- 456 M GTA: 650 бройки

## 456 M
Ferrari 456 M се появява през 1998 г., започвайки с шаси с номер 109589. Инициалът M идва от италианското Modificata, което в превод означава модифициран. По модела са направени доста промени, които да подобрят аеродинамиката и охлаждането на модела. Интериорът претърпява промени в лицето на нови седалки, по-малко уреди по таблото, нова озвучителна система на Бекър, монтирана пред лоста за смяна на предавките, за разлика от 456 GT. 456 M има по-малка решетка, а фаровете за мъгла са извън нея. Дизайнът на 456 M е премахнал въздушните отвори от капака на двигателя. 456 М има фиксиран дифузьор за разлика от моторизирания такъв в 456. Мощността е увеличена на 450 к.с. и в използва управляващия модул Motronic 5.2 на Bosch. Реда на запалване на цилиндрите е променен за да върви по-гладко. Въртящият момент остава непроменен. През последната година от производството на 456 M, някои клиенти специфицират автомобила си по свое желание като използват програмата на Carrozeria Scaglietti. Пример за такъв автомобил е показаният през 2002 г. на автосалона в Женева Ferrari 456M GT, собственост на Михаел Шумахер. Моделът имал боя в два цвята, поръчков интериор от кожа, преработени инструменти, подобрено управление и нови спирачки на Brembo. Тези автомобили се наричали Tipo 456M GT(A) Scaglietti.

## Редки вариации на купето
Въпреки че 456 2+2 купето е единствената версия, която се продава в шоурумите, съществуват четири други версии:
- Най-рядката специална версия е Ferrari 456 GT Sedan. Две бройки от тази версия са произведени от Pininfarina специално за Нафсас Ал Хаджа от Белгия. [2]

- 4-врато комби, наречено Ferrari 456 GT Venice е проивеждано от Pininfarina в доста ограничена бройка. Принц Джефри Болкиах от Бруней е поръчал да се направят седем бройки. След като Pininfarina проектират и сглобяват всяка една от тях, принцът купува само шест от тях. Всяко комби се предполага, че е струвало на Султана около 1.5 милиона щатски долара.

- Същерствува кабриолет версия, наречена Ferrari 456 GT Spyder. Два от кабриолетите са сглобени от Pininfarina, специално за Хасанал Булкиах от Бруней. Има и две преправени версии от R. Straman Company от Коста Меса, Калифорния. Майк Тайсън купува една от тях.

- Тарга версия, направена на модел 456 GTA, принадлежащо на Шакил О'Нийл. Работа включвала премахването на задните седалки и добавянето на поръчкова озвучителна система.

## Награди
5.5-литровият V12 двигател печели наградата за международен двигател на годината в класа „Работен обем над 4 литра“ през 2000 г. и през 2001 г.